# گلنگاری، ادمونتون
گلنگاری(به انگلیسی: Glengarry) یک محله سکونی واقع در شمال شرق ادمونتون، آلبرتا، کانادا است.